# Marianne Heese
Marianne Heese (geboren als Maria Anna Wilhelmina Ley; * 6. März 1788 in Werl; † 14. Juni 1863) war die Stifterin der nach ihr benannten Marianne-Heese-Stiftung in Werl.

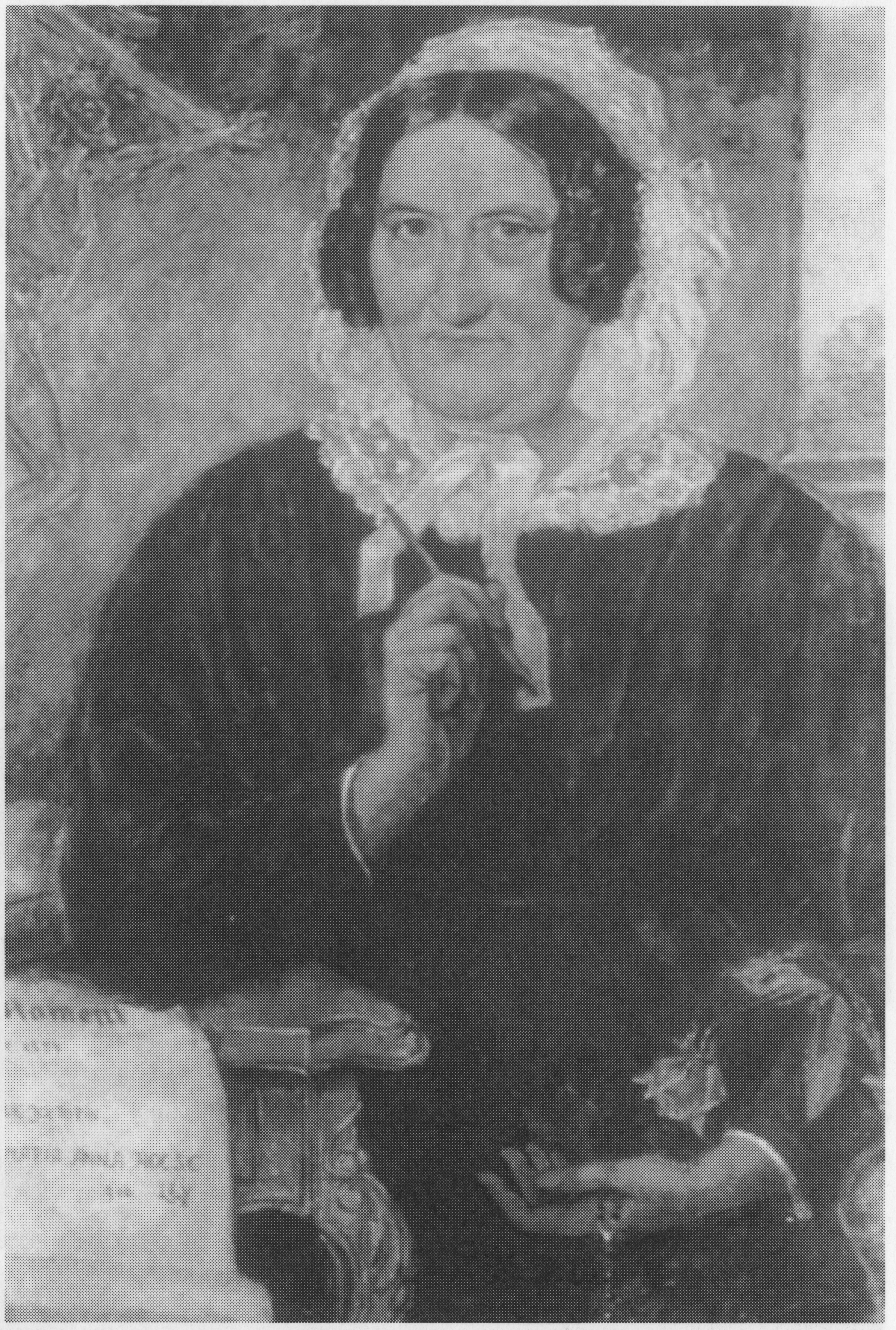
Marianne Heese

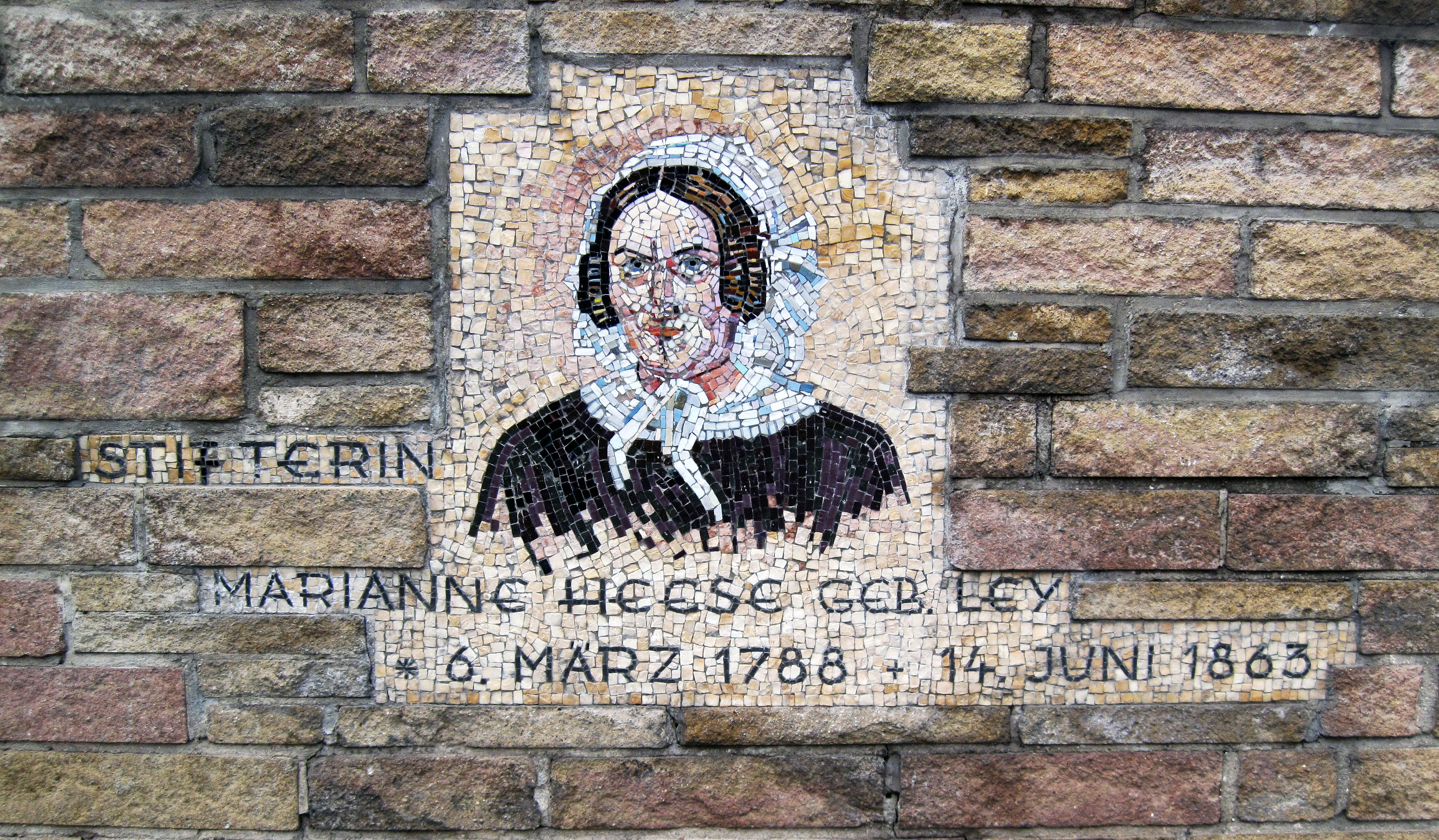
Bildnis auf der Mauer des Elisabeth-Kinderheimes in Werl

## Leben
Marianne Heese wurde als zweites von fünf Kindern einer wohlhabenden Werler Juristenfamilie geboren. Ihre Eltern waren der Bürgermeister Johann Caspar Albert Alexander Heinrich und Maria Agnes Ley geborene Ulrich. 1806 heiratete sie den Werler Kaufmann Johann Adolf Schlüter. Nachdem dieser im Jahre 1821 an Typhus verstorben war, lebte sie elf Jahre zurückgezogen als Witwe in dem Haus ihrer Eltern in der Kämperstraße. Dann heiratete sie 1832 den Werler Arzt Johann Friedrich Heese, der in Werl und Umgebung eine große Praxis führte. Nachdem auch ihr zweiter Mann 1848 an Typhus verstorben war und beide Ehen kinderlos geblieben waren, bestimmte Marianne Heese in ihrem Testament vom 20. Februar 1854, dass nach Abzug aller Legate, ihr gesamtes Vermögen für wohltätige Zwecke gestiftet ist. Als Erbe eingesetzt wurde der Frauen- und Jungfrauenverein. Zum Protektor wurde der Bischof von Paderborn ernannt und zum Kurator bestimmte sie den Werler Pfarrer Alterauge. Weiterhin setzte sie ihrem Testament hinzu: „aller weiteren Bevormundung von Seiten des Staates, soweit zulässig, wünsche ich meine Stiftung enthoben zu sehen.“ Das Grab der Marianne Heese befindet sich auf dem Werler Parkfriedhof.

## Ehrungen
- Der Stifterin zur Ehre wurde in Werl die Marianne-Heese-Straße benannt.
- Das Marianne-Heese-Familienzentrum in Werl ist ebenfalls nach ihr benannt[1]

## Stiftung
Im Testament waren zwei Möglichkeiten vorgesehen. Im Hause der Erblasserin soll ein Institut zur Erziehung armer katholischer Kinder und ein Hospital, unter Leitung des Frauen- und Jungfrauenvereins, eingerichtet werden. Voraussetzung ist allerdings, dass das schon in Werl bestehende Vinzenzhospital aufgelöst wird. Wird diese Version nicht möglich, dann soll eine Einrichtung zur Erziehung armer, verwahrloster Kinder aus Werl, sowie zur Unterbringung hilfsbedürftiger Leute geschaffen werden.
Die Stadt zeigte Bereitschaft zur Auflösung des Vinzenzhospitals. Dessen Vermögen sollte in die neue Marianne-Heese-Stiftung eingehen. Die Regierung war der Ansicht, auch die Stadt müsse im Vorstand des neuen Instituts einen Vertreter haben. Der Frauen- und Jungfrauenverein hatte durch seinen Rechtsbeistand einen Statutenentwurf vorgelegt, in dem zwei weitere von der Stadt und vom Verein zu bestimmende Mitglieder im Vorstand vorgesehen waren. Alterauge hatte einen Entwurf vorgelegt, in dem alle Rechte allein dem Kurator vorbehalten waren. Im Archiv der Stadt Werl wird noch heute der Schriftwechsel über diesen heftigen Streit aufbewahrt.
Alterauge legte dem Bischof Konrad Martin (1812–1879) als Protektor die Sache zur Entscheidung vor. Nach Rücksprache mit dem Oberpräsidenten wurde eine Entscheidung zu Gunsten der Vorlage des Vereins getroffen. König Wilhelm, der in Ems weilte, genehmigte am 1. Juli 1870 dieses Statut. Seit diesem Tag besteht das aus den Stiftungsgeldern gebaute und unterhaltene Marianne Heese Hospital als juristische Person. Der Vorstand der Stiftung wird heute vom Pfarrer (Probst) der Walburgiskirche, dem Bürgermeister sowie einem vom Verein zu benennenden Juristen gebildet.